# 康威河
康威河（英語：River Conwy，發音：[ˈkɔnʊɨ]）是北威爾斯的一條河。其水源從源流到排出至康威灣（Conwy Bay），長55公里，排水面積678平方公里。“Conwy”以前被盎格魯化為“Conway”。名稱“Conwy”源自威爾斯語中的舊詞cyn和gwy，該河最初被稱為“Cynwy”。